# Mistrzostwa Świata w Podnoszeniu Ciężarów 1913
19. Mistrzostwa Świata w Podnoszeniu Ciężarów, które odbyły się we Wrocławiu (Breslau, Cesarstwo Niemieckie) w dniach 28 – 29 lipca 1913. W tabeli medalowej tryumfowali Austriacy. Udział wzięło 40 zawodników. 
Jeden z dwóch medali dla Imperium Rosyjskiego zdobył Piotr Cherudziński (1886-1954), pochodzący z zamieszkałej w Petersburgu polskiej rodziny. W 1924 Cherudziński zamieszkał w Polsce na stałe.

## Rezultaty
| Kategoria | Złoto:               | Srebro:            | Brąz:           |
| −60 kg    | Emil Kliment         | Piotr Cherudziński | Georg Vogel     |
| −70 kg    | Wilhelm Köhler       | Karl Samfaß        | Karl Swoboda    |
| −80 kg    | Leopold Hennermüller | Hans Abraham       | Josef Buchegger |
| +80 kg    | Josef Grafl          | Berthold Tandler   | Jan Krause      |

### Tabela medalowa zawodów
| Poz. | Państwo              |   |   |   | Łącznie |
| ---- | -------------------- | - | - | - | ------- |
| 1    | Cesarstwo Austrii    | 3 | 1 | 2 | 6       |
| 2    | Cesarstwo Niemieckie | 1 | 2 | 1 | 4       |
| 3    | Imperium Rosyjskie   | 0 | 1 | 1 | 2       |
|      | Łącznie              | 4 | 4 | 4 | 12      |